# Harriston (Virginia)
Harriston è un census-designated place (CDP) degli Stati Uniti d'America, situato nello stato della Virginia, nella contea di Augusta. Secondo il censimento del 2020 gli abitanti di Harriston ammontavano a 948.